# 达明·弗莱明
达明·弗莱明（英語：Damien Fleming，1970年4月24日—），澳大利亚男子板球运动员。他曾代表澳大利亚国家队参加1998年英联邦运动会板球比赛，获得一枚银牌。